# Mount Tyndall
Mount Tyndall je hora v pohoří Sierra Nevada, na východě Kalifornie. Nachází se nedaleko Mount Whitney, necelé 3 km západně od druhé nejvyšší hory Sierry Nevady Mount Williamson. 
Mount Tyndall je s nadmořskou výškou 4 275 m osmou nejvyšší horou Sierry Nevady a desátou nejvyšší Kalifornie.
Hora je pojmenovaná po Johnu Tyndallovi, glaciologovi, horolezci a profesorovi přírodních věd na Královské akademii v Londýně.

## Geografie
Vrchol hory Mount Tyndall leží přesně na východní hranici Národního parku Sequoia. Západně leží pohoří Great Western Divide, východně údolí Owens Valley a severně Národní park Kings Canyon.